# Flo Hyman
Flora Jean „Flo“ Hyman (* 31. Juli 1954 in Inglewood, Kalifornien; † 24. Januar 1986 in Matsue, Japan) war eine US-amerikanische Volleyballspielerin. Sie gewann bei den Olympischen Spielen von 1984 eine Silbermedaille.

## Ausbildung
Flora Jean Hyman wurde als Tochter von George W. Hyman und Warrene Hyman geboren. Sie war bereits mit zwölf Jahren 1,83 m groß und erreichte ausgewachsen eine Größe von 1,96 m, die bei ihrer Volleyballkarriere vorteilhaft war. Obwohl sie auch Talent für Basketball zeigte, entschloss sie sich für Volleyball, ein Spiel, das überwiegend von Weißen gespielt wurde und seltener von schwarzen Angehörigen der Arbeiterklasse. Hyman schloss die Morningside High School in Inglewood ab und studierte an der University of Houston Mathematik und Sport. Ihr wurde als erster Frau ein Sport-Stipendium an dieser Universität gewährt. Sie schloss das letzte Jahr jedoch nicht ab, da sie sich ganz ihrer Volleyball-Karriere widmete.

## Volleyball
Auf Vereinsebene war Hyman für die Houston Cougars aktiv. Ab 1974 war Hyman Mitglied der Frauen-Volleyballnationalmannschaft der Vereinigten Staaten. Sie spielte jedoch wegen des Boykotts nicht bei den Olympischen Spielen 1980 von Moskau. Sie spielte 1981 im World Cup, gewann mit dem amerikanischen Team 1982 bei der Weltmeisterschaft die Bronzemedaille. Bei den Panamerikanischen Spielen 1983 in Caracas sowie den Olympischen Spielen 1984 führte Hyman die USA jeweils zur Silbermedaille. Im olympischen Finale wurde das Team von China geschlagen, obwohl es den USA im gleichen Turnier zuvor gelungen war, China zu besiegen.

## Leben
Nach den Sommerspielen zog Hyman nach Japan, wo sie für das japanische Daiei-Team spielte. Im Sommer 1986 wollte sie in die Vereinigten Staaten zurückkehren. Flo Hyman starb jedoch überraschend während eines Volleyballspiels gegen Hitachi. Es stellte sich heraus, dass sie an einem Aortariss gestorben war. Dieser war durch die zuvor nicht diagnostizierte seltene genetische Erkrankung Marfan-Syndrom entstanden.
Flo Hyman spielte in dem Film „Order of the Black Eagle“ eine mit einem Messer bewaffnete Söldnerin namens Spike.
1988 wurde Flo Hyman in die „Volleyball Hall of Fame“ aufgenommen.

## Erfolge
- dreifache US-amerikanische Meisterin
- unter den besten sechs Spielerinnen des Worldcup 1981
- Bronzemedaille bei der Weltmeisterschaft 1982 in Peru
- Silbermedaille bei den Panamerikanischen Spiele 1983 in Caracas
- Silbermedaille bei den Olympischen Spielen 1984 USA

## Flo Hyman Award
Der Flo Hyman Memorial Award wurde jährlich zwischen 1987 und 2004 von der US-amerikanischen Women's Sports Foundation in Washington, D.C., Vereinigte Staaten, auf dem nationalen Mädchen und Frauen Sporttag ungeachtet Nationalität und Sportart, an die Sportlerin verliehen, welche am besten die Würde, den Geist und den Willen zu Spitzenleistungen verkörpert, der für die Volleyballerin Flo Hyman typisch war. Hyman war eine Fürsprecherin für die Gleichberechtigung von Mann und Frau im Sport und für die Verabschiedung des Civil Rights Restoration Act of 1988. Der Preis wurde sowohl für herausragende sportliche Leistungen, als auch für wohltätige Aktivitäten vergeben.